# Себейго
Себейго (англ. Sebago Lakee) — озеро в округе Камберленд (штат Мэн, США).

## География
Расположено в южной части штата Мэн, в 32 км к северо-западу Портленда и в 80 км к юго-востоку от Уайт-Маунтинс. Высота над уровнем моря 81 метр. Длина озера составляет 19 км. Второе по величине (после озера Мусхед) и первое по глубине озеро штата — его площадь составляет 117 км², а максимальная глубина равна 96 метрам, дно озера на этой глубине ниже уровня моря на 15 метров. Площадь водосборного бассейна — 1100 км².
Озеро состоит из четырёх связанных между собой водоёмов: Большой водоём расположен в северо-западном углу озера и его длина составляет 9,6 км (с севера на юг), а ширина — 9 км (с запада на восток), своей максимальной глубины озеро достигает именно здесь; залив Джордан расположен на северо-востоке озера, его максимальная ширина (с запада на восток) достигает 3 км, а глубина — 50 метров; безымянный водоём, расположенный между островом Фрай на севере и островом Индиан на юге, также имеет глубину до 50 метров; залив Лоуэр — маленький водоём, расположенный к югу от острова Индиан, имеет глубину до 40 метров.
Основное питание озеро получает по реке Сонго от озёр Лонг и Брэнди-Понд. Сток по реке Пресумпскот в залив Мэн.
На берегах озера находятся населённые пункты Уиндем, Раймонд, Себейго, Стэндиш, Каско, Нэплс. На северо-западном берегу озера расположен парк штата Себейго-Лейк площадью 5,7 км², созданный в 1938 году.
В водах озера водится сёмга, американская палия, кумжа, озерная форель, малоротый и большеротый окунь.